# Протасевич, Валериан
Валериан Протасе́вич (Валериан Протасевич-Шушковский, пол. Walerian Protasewicz, бел. Валяр'ян Пратасевіч; около 1505, местечко Крайск Минского воеводства, ныне деревня Логойского района Белоруссии — 31.12.1579, по другим сведения в 1580, Вильна) — религиозный и церковный деятель Речи Посполитой, епископ луцкий (с 1547 года), епископ виленский (с 1562 года); основатель иезуитской коллегии в Вильне, преобразованной в 1578 году в Академию и университет виленский.

## Биография
Был писарем в канцелярии, управляющей литовскими владениями королевы Боны Сфорцы. В 1533 году стал каноником жмудским, а в 1537 году — виленским. С 1544 года был писарем Великого княжества Литовского и секретарём короля Сигизмунда II Августа.
В 1547 году стал епископом луцким, в 1556 году — виленским. С 1566 года одиннадцать лет возглавлял комиссию Литовского статута. Принимал участие в подготовке Люблинской унии (1569).
Для борьбы с идеями Реформации и её сторонниками в 1570 году пригласил в Вильну иезуитов. В том же году учредил иезуитскую коллегию — школу, в которой помимо церковных предметов велось обучение древнегреческому языку и латыни, математике, истории, географии, риторике, поэзии. Спустя восемь лет король Стефан Баторий предоставил коллегии права университета. По завещанию епископа его обширная библиотека была подарена библиотеке коллегии; уцелевшие до наших дней книги хранятся в библиотеке Вильнюсского университета.
Похоронен в виленском Кафедральном соборе.